# Miguel Cepillo
Miguel Cepillo fue un actor español, fallecido el 18 de diciembre de 1902.

## Trayectoria
Uno de los grandes actores del último tercio del siglo XIX, llegó a formar compañía con Emilio Mario y trabajó sobre los más importantes escenarios de la época. En su última etapa se unió profesionalmente a la entonces estrella incipiente de las tablas María Guerrero, con la que estrenó Mariana (1892), de José de Echegaray y Realidad (1891), La loca de la casa (1893) o La de San Quintín (1894), todas ellas de Benito Pérez Galdós. Del mismo autor representó Los condenados (1894), con Carmen Cobeña y Emilio Thuillier. Además, con Cobeña y Thuillier puso en escena en 1894 la primera obra de teatro de Jacinto Benavente, El nido ajeno.